# مرگ‌ها در بیمارستان گوراکپور
مرگ‌ها در بیمارستان گوراکپور (انگلیسی: Gorakhpur hospital deaths) در اواسط اوت ۲۰۱۷ رخ داد، زمانی که بیش از ۷۰ کودک در کالج پزشکی بابا رقو داس در ایالت گوراکپور، اوتار پرادش به دلیل فقدان اکسیژن در بخش‌های بیمارستان جان خود را از دست دادند. ذخیره اکسیژن بیمارستان توسط تأمین کننده آن به دلایل عدم پرداخت هزینه قطع شده بود.

## وقایع
تأمین کننده اکسیژن برای کالج پزشکی بابا رقو داس اکسیژن را به دلیل عدم پرداخت ۵۰٬۰۰۰ دلار بدهی متوقف کرده بود. بسیاری از کودکانی که در این بیمارستان درگذشتند نوزادان چند روزه بودند. در تاریخ ۱۰ اوت ۲۰۱۷، ۳۰ کودک در ۴۸ ساعت اول فوت کردند: ۱۷ کودک در بخش نوزادان، ۵ نفر در بخش AES (سندرم آنسفالیت حاد) و ۸ نفر در بخش عمومی جان خود را از دست دادند. مدیر بیمارستان در ۱۲ اوت ۲۰۱۷ توسط دولت اوتار پرادش به دلیل «رفتار بی‌رحمانه» به حالت تعلیق درآمد.
به گفته دفتر نارندرا مودی نخست‌وزیر هندوستان آنها "به‌طور مداوم وضعیت را با آنوپریوا پاتل وزیر بهداشت و اتحادیه وزارت بهداشت تحت نظارت دارند. سیدارت نات سینگ، وزیر بهداشت اوتار پرادش، کمبود اکسیژن که باعث مرگ کودکان شده را رد کرد. یوگی آدیتینات، وزیر ارشد اوتار پرادش دستور داد تا پرونده حادثه تشکیل شود. او قول داد هیچ مجرمی را رها نکند. او در ۱۳ اوت ۲۰۱۷ به دنبال فشار عمومی به بیمارستان رفت.

## واکنش‌ها
- یوگی آدیتینات، وزیر ارشد اوتار پرادش دستور داد تا پرونده حادثه تشکیل شود. او قول داد هیچ مجرمی را رها نکند. او در ۱۳ اوت ۲۰۱۷ به دنبال فشار عمومی به بیمارستان رفت.
- کنگره ملی هند (INC) خواستار یک پرونده جداگانه تحت نظارت دیوان عالی هند شد. جایویر شرگیل، سیاستمدار، وکیل و عضو کنگره ملی هندوستان گفت: "وزیر امور خارجه، وزیر بهداشت، رئیس کالج پزشکی بابا رقو داس، همه مسئول این میزان مرگ در بیمارستان هستند.[۵]
- کایلاش ساتیارتی، فعال سرشناس حقوق کودکان در هند و برنده جایزه صلح نوبل، گفت: «بچه‌ها بدون اکسیژن در بیمارستان مردند. این یک تراژدی نیست، این کشتار است.» وی خطاب به سر وزیر ایالت اوتارپرادش، گفت که: «باید برای اصلاح نظام فاسد درمانی در این ایالت اقدام کند.»
- دفتر نخست‌وزیر هند، گفت نارندرا مودی، وضعیت را تحت نظر دارد.[۲]